# Левин, Олег Семёнович
Олег Семенович Левин (род. 20 августа 1963, Советск, Калининградская область) — доктор медицинских наук, профессор, заведующий кафедрой неврологии с курсом рефлексологии и мануальной терапии ФГБОУ ДПО «Российская медицинская академия непрерывного профессионального образования» МЗ РФ. Руководитель Центра экстрапирамидных заболеваний.
Член Правления Всероссийского общества неврологов, вице-президент Национального общества по изучению болезни Паркинсона и расстройств движений. Член Европейской академии неврологии, Международного общества по изучению болезни Паркинсона и расстройств движений.

## Биография
В 1986 году окончил Калининский государственный медицинский институт (Тверской государственный медицинский университет). С 1987 по 1991 после интернатуры работал врачом-неврологом в Славской ЦРБ Калининградской области. В 1991—1994 проходил обучение в ординатуре, аспирантуре (Первый Московский государственный медицинский университет имени И. М. Сеченова).
С 1994 года стал работать на кафедре неврологии ГБОУ ДПО «Российская медицинская академия последипломного образования» МЗ РФ, основная клиническая база которой расположена в ГБУЗ ГКБ им. С. П. Боткина ДЗМ.
С 2012 года — заведующий кафедрой неврологии с курсом рефлексологии и мануальной терапии ФГБОУ ДПО «Российская медицинская академия непрерывного профессионального образования» МЗ РФ.

## Научные публикации
- Тема кандидатской диссертации: «Клинико-магнитнорезонансно-томографическое исследование дисциркуляторной энцефалопатии с когнитивными нарушениями» (1996)
- Тема докторской диссертации: «Клинико-нейропсихологические и нейровизуализационные аспекты дифференциальной диагностики паркинсонизма»(2003)

Автор более 550 научных и учебно-методических работ, в том числе 16 монографий, 2 клинических руководств, 5 справочников. Левин является одним из авторов «Национального руководства по неврологии», «Новой Российской энциклопедии». Под редакцией Левина изданы 10 зарубежных руководств по неврологии (с английского и немецкого языков).
Под руководством Левина защищены 30 кандидатских и 3 докторских диссертаций.
Левин — один из основных разработчиков «Протокола ведения больного с болезнью Паркинсона», утвержденного Министерством здравоохранения и социального развития РФ и стандартов лечения болезни Паркинсона в России.
Разработчик критериев диагностики сосудистого паркинсонизма, системы стадирования болезни Паркиснона «МОСКВА», шкалы нейропсихологического тестирования 3-КТ, получивших широкое применение в клинической практике.

## Монографии
- Штульман Д. Р., Левин О. С. Нервные болезни. М.: Медицина. 2000.
- Экстрапирамидные расстройства. Руководство по диагностике и лечению. Под ред. Штока В. Н., Ивановой-Смоленской И. А., Левина О.С. М.: МЕДпресс-информ, 2002.
- Левин О. С. Деменция с тельцами Леви. М., 2006.
- Левин О. С. Диагностика и лечение деменции в клинической практике. М.: Медпресс-информ. 2014.
- Левин О. С., Федорова Н. В. Болезнь Паркинсона. М.: Медпресс-информ. 2015.
- Экстрапирамидные расстройства: вчера, сегодня, завтра. Под ред. О. С. Левина. М.: Медпресс-информ. 2015.
- Левин О. С. Сосудистый паркинсонизм. М.: Медпресс-информ. 2015.
- Левин О. С. Синдром беспокойных ног. М.: Медпресс-информ. 2016.
- Левин О. С. Полиневропатии. М.: МИА. 2016.
- Руководство по диагностике и лечению болезни Паркинсона. Под ред. Иллариошкина С. Н., Левина О.С. М.: «ИПК Парето-Принт». 2017.
- Левин О. С. Основные лекарственные средства, применяемые в неврологии. 13-е изд. М.: Медпресс-информ. 2018.
- Левин О. С. Алгоритмы диагностики и лечения деменции. 9-е изд. М.: Медпресс-информ. 2018.
- Диагностика и лечение экстрапирамидных расстройств. Под ред. О. С. Левина. М.: Медпресс-информ. 2018.
- Левин О. С., Штульман Д. Р. Неврология. Справочник практического врача. 11-е изд. М.: Медпресс-информ. 2018.
- Левин О. С. Алгоритмы диагностики и лечения болезни Паркинсона. М.: МИА. 2018.
- Левин О. С., Шток В. Н. Справочник по формулированию клинического диагноза болезней нервной системы. М.: МИА. 2019.

## Журналы
- «Пожилой пациент», Главный редактор
- «Журнал неврологии и психиатрии им. С. С. Корсакова», Член редколлегии
- «Неврологический журнал», Член редколлегии
- «Современная терапия в психиатрии и неврологии», Член редколлегии
- «Врач», Член редколлегии
- «Физическая и реабилитационная медицина, медицинская реабилитация», Член редколлегии